# Matt Pettinger
Matthew "Matt" Pettinger, född 22 oktober 1980 i Edmonton, Alberta, är en kanadensisk före detta professionell ishockeyspelare.
Han vann brons med Kanada i junior-VM 2000.